# Mud Bay
Mud Bay és una concentració de població designada pel cens dels Estats Units a l'estat d'Alaska. Segons el cens del 2000 tenia 137 habitants.

## Demografia
Segons el cens del 2000, Mud Bay tenia 137 habitants, 66 habitatges, i 35 famílies La densitat de població era de 4,2 habitants/km².
Dels 66 habitatges en un 21,2% hi vivien nens de menys de 18 anys, en un 50% hi vivien parelles casades, en un 3% dones solteres, i en un 45,5% no eren unitats familiars. En el 27,3% dels habitatges hi vivien persones soles el 3% de les quals corresponia a persones de 65 anys o més que vivien soles. El nombre mitjà de persones vivint en cada habitatge era de 2,08 i el nombre mitjà de persones que vivien en cada família era de 2,61.
Per edats la població es repartia de la següent manera: un 16,1% tenia menys de 18 anys, un 2,2% entre 18 i 24, un 43,1% entre 25 i 44, un 32,8% de 45 a 60 i un 5,8% 65 anys o més.
L'edat mediana era de 43 anys. Per cada 100 dones hi havia 107,6 homes. Per cada 100 dones de 18 o més anys hi havia 113 homes.
La renda mediana per habitatge era de 44.750 $ i la renda mediana per família de 56.250 $. Els homes tenien una renda mediana de 53.750 $ mentre que les dones 19.583 $. La renda per capita de la població era de 24.720 $. Cap de les famílies i el 9,7% de la població estaven per davall del llindar de pobresa.

## Poblacions més properes
El següent diagrama mostra les poblacions més properes.